# خانه نیکدل
خانه نیکدل مربوط به دوره قاجار است و در تبریز، خیابان امام خمینی، خیابان مقصودیه، پلاک ۷ واقع شده و این اثر در تاریخ ۱۴ مرداد ۱۳۸۲ با شمارهٔ ثبت ۹۴۷۰ به‌عنوان یکی از آثار ملی ایران به ثبت رسیده‌است.
سازندهٔ این بنا سید ابراهیم نیکدل، سرمایه‌دار و واردکنندهٔ لوازم خانگی بود. شاخص‌ترین این لوازم، چرخ خیاطی‌هایی بود که از ژاپن وارد می‌شد. فرزندانش پیشهٔ پدری را ادامه دادند و فروشگاه‌های لوازم خانگی نیکدل همچنان در تبریز دائر است.
این مجموعه به عنوان ستاد مرکزی تبریز ۲۰۱۸ مورد استفاده قرار گرفته‌است.

## نگارخانه

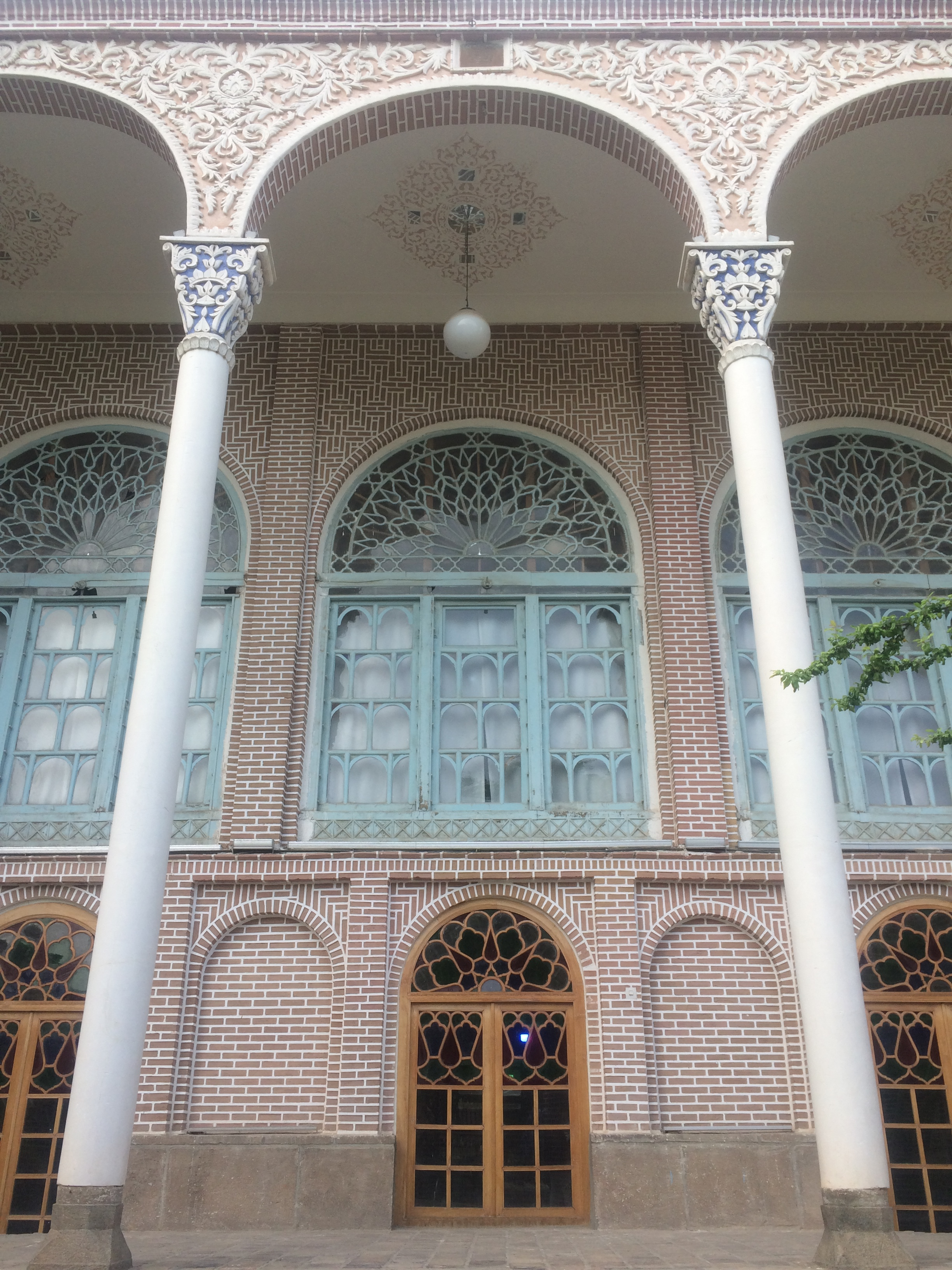
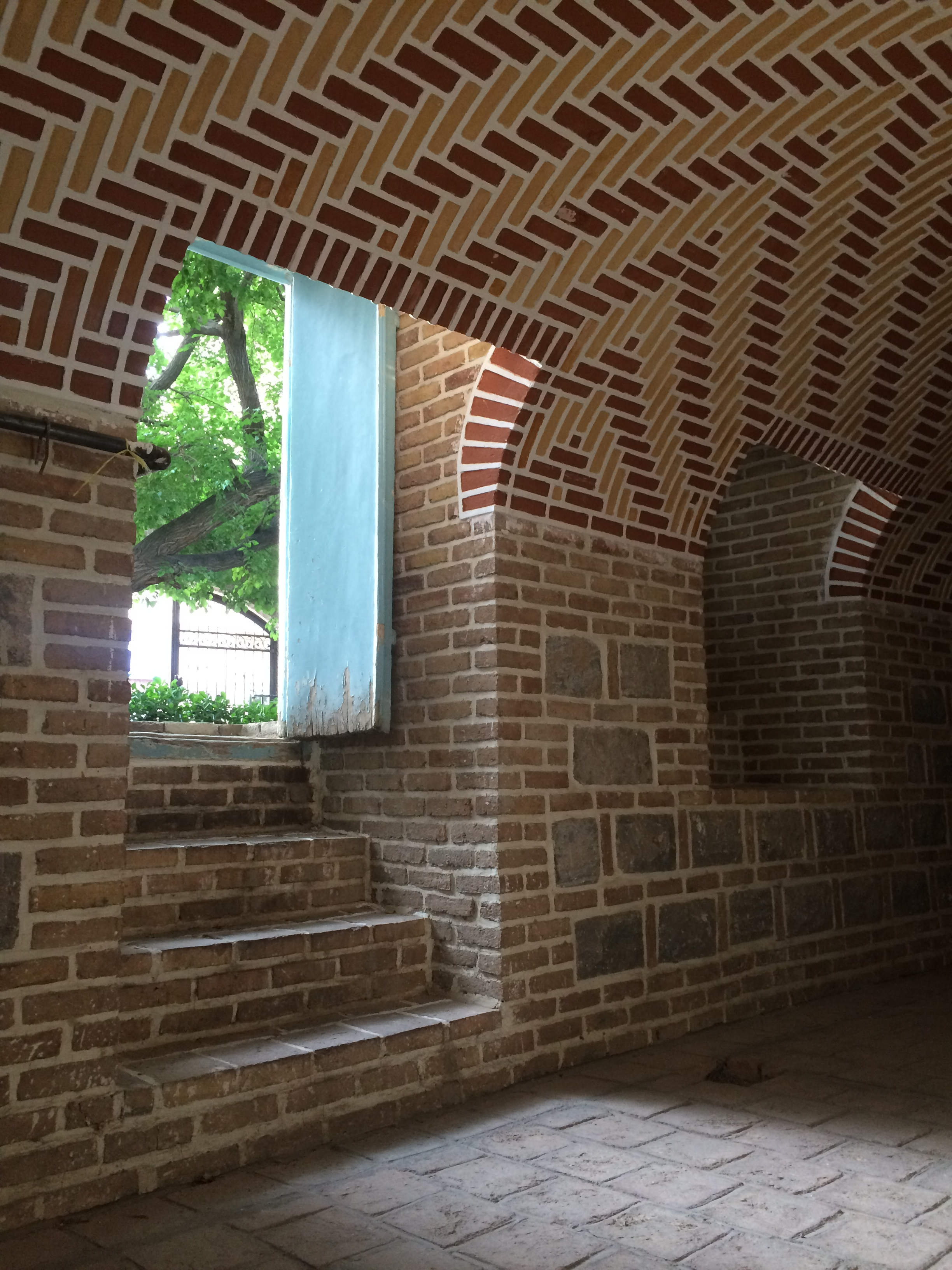